# Sonita Alizadeh

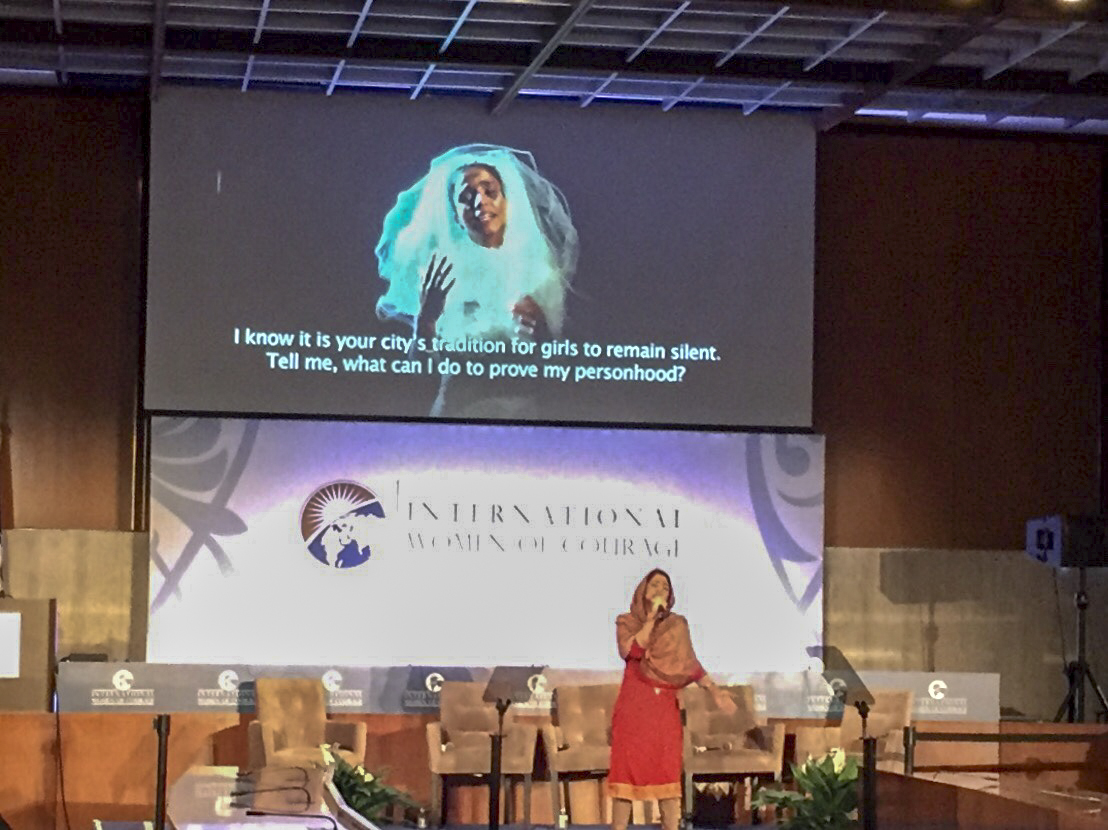
Sonita Alizadeh bei einem Auftritt beim International Women of Courage forum des U.S. Department of State in Washington, D.C. (2016)

Sonita Alizadeh (persisch سونیتا علیزاده, DMG Sonītā ʿAlīzādäh; * 1996) ist eine afghanische Rapperin. Bekanntheit erlangte sie erstmals durch ihr Lied Brides for Sale, in dem sie gegen die Praxis der Zwangsheirat protestiert.

## Leben
Sonita Alizadeh wuchs in der Stadt Herat auf. Um dem Einfluss der Taliban zu entgehen, floh ihre Familie in den Iran. Schon im Alter von zehn Jahren sollte sie erstmals zwangsverheiratet werden, was jedoch nicht zustande kam. Im Iran begann sie, beeinflusst von dem iranischen Rapper Yas und dem US-amerikanischen Rapper Eminem, eigene Lieder zu schreiben und aufzunehmen. Durch das Video zu ihrem Lied Brides for Sale wurde die NGO Strongheart Group auf die Künstlerin aufmerksam. Daraufhin bot die Organisation Sonita Alizadeh an, ihr bei der Finanzierung eines Schülervisums zu helfen, was ihr ermöglichte, 2015 in die USA auszureisen, wo sie seitdem die Wasatch Academy in Utah besucht.

## FilmSonita
Die iranische Regisseurin Rokhsareh Ghaem Maghami begleitete Sonita Alizadeh drei Jahre, um ihre Geschichte zu dokumentieren. Der Film Sonita gewann auf dem Sundance Film Festival 2016 sowohl den Jurypreis World Cinema Grand Jury Prize: Documentary, als auch den Publikumspreis Audience Award: World Cinema Documentary.

## Diskografie

### Singles (Auswahl)
- 2014: Daughters for Sale